# Bremen (Geòrgia)
Bremen és una població dels Estats Units a l'estat de Geòrgia. Segons el cens del 2000 tenia 4.579 habitants.

## Demografia
Segons el cens del 2000, Bremen tenia 4.579 habitants, 1.824 habitatges, i 1.245 famílies. La densitat de població era de 199,1 habitants per km².
Dels 1.824 habitatges en un 32,6% hi vivien nens de menys de 18 anys, en un 51% hi vivien parelles casades, en un 13,7% dones solteres, i en un 31,7% no eren unitats familiars. En el 28,6% dels habitatges hi vivien persones soles el 13,8% de les quals corresponia a persones de 65 anys o més que vivien soles. El nombre mitjà de persones vivint en cada habitatge era de 2,43 i el nombre mitjà de persones que vivien en cada família era de 2,98.
Per edats la població es repartia de la següent manera: un 25,5% tenia menys de 18 anys, un 8% entre 18 i 24, un 28,5% entre 25 i 44, un 20% de 45 a 60 i un 18,1% 65 anys o més.
L'edat mediana era de 37 anys. Per cada 100 dones de 18 o més anys hi havia 81,4 homes.
La renda mediana per habitatge era de 29.354 $ i la renda mediana per família de 39.674 $. Els homes tenien una renda mediana de 32.500 $ mentre que les dones 20.823 $. La renda per capita de la població era de 16.833 $. Entorn del 6,2% de les famílies i el 10,3% de la població estaven per davall del llindar de pobresa.

## Poblacions més properes
El següent diagrama mostra les poblacions més properes.